# Juan Pablo Francia
Juan Pablo Francia (ur. 3 grudnia 1984 w San Francisco, Córdoba) – argentyński piłkarz grający na pozycji pomocnika w Girondins Bordeaux.
Francia zaczynał swoją karierę w Sportivo Belgrano, drużynie z rodzinnego San Francisco. Został szybko zauważony przez skautów Girondins i w wieku 18 lat przeniósł się do Francji. W lidze zadebiutował w przegranym 1-2 meczu z FC Nantes pod koniec sezonu 2001/2002 (5 maja 2002).